# Chróścikowate
Chróścikowate (Stereocaulaceae Chevall.) – rodzina grzybów z rzędu misecznicowców (Lecanorales).

## Systematyka
Pozycja w klasyfikacji według Index Fungorum: Stereocaulaceae, Lecanorales, Lecanoromycetidae, Lecanoromycetes, Pezizomycotina, Ascomycota, Fungi.
Według aktualizowanej klasyfikacji Index Fungorum bazującej na Dictionary of the Fungi do rodziny tej należą rodzaje:
- Hertelidea Printzen & Kantvilas 2004
- Lepraria Ach. 1803
- Squamarina Poelt 1958
- Stereocaulon Hoffm. 1796 – chróścik
- Xyleborus R.C. Harris & Ladd 2007[2].

Nazwy polskie według W. Fałtynowicza.